# Malik Buari
Malik Buari (* 12. Januar 1984 in Accra, Ghana) ist ein ehemaliger ghanaisch-englischer Fußballspieler. Sein Vater Sidiku Buari ist ein bekannter ghanaischer Musiker.

## Karriere
Buari zog nach seiner Grundschulzeit aus Ghana nach London zu seiner Mutter. Im Alter von 14 Jahren wurde er in die Jugendabteilung des FC Fulham aufgenommen und kam zu einigen Einsätzen in englischen U-15 und U-16-Auswahlteams. 2003 erhielt er seinen ersten Profivertrag und gab am 23. August 2003 gegen den FC Everton sein Debüt in der Premier League. In den folgenden zwei Monaten kam er noch zu drei weiteren Einsätzen (zwei in der Liga, einer im Ligapokal), bevor er unter anderem mit einer seit seiner Jugend bestehenden Beckenverletzung zu kämpfen hatte und bis zu seiner Vertragsauflösung im Sommer 2005 nur noch zu einem weiteren Einsatz im Ligapokal kam. Erst im März 2006 fand er mit dem Fünftligisten FC Woking einen neuen Verein.
Im Sommer 2006 wurde er von seinem ehemaligen Jugendtrainer bei Fulham, Paul Nevin, zum neuseeländischen Klub New Zealand Knights geholt. Buari war über die komplette Saison Stammspieler und sorgte mit seinem spektakulären 1:0-Siegtreffer am 2. Spieltag der Saison 2006/07 für den ersten Heimsieg des Klubs in der A-League. Zum Saisonende wurde die Mannschaft vom Spielbetrieb zurückgezogen und Buari kehrte nach England zurück. Er spielte zwischen Februar und Mai 2007 beim Fünftligisten St Albans City, belegte mit dem Klub am Ende der Saison aber den letzten Tabellenrang. Im Herbst 2007 spielte er einige Partien bei Sutton United in der Conference South, von 2009 bis 2010 war er in der neuntklassigen Combined Counties Football League für Chessington & Hook United aktiv.